# Phthiracarus irreprehensus
Phthiracarus irreprehensus är en kvalsterart som beskrevs av Wojciech Niedbała 1988. Phthiracarus irreprehensus ingår i släktet Phthiracarus och familjen Phthiracaridae. Inga underarter finns listade i Catalogue of Life.